# Teana (Fangatau)
Teana, französisch Village de Teana, ist eine Ortschaft auf dem Atoll Fangatau des Tuamotu-Archipels in Französisch-Polynesien. Der Ort befindet sich ca. 960 km von der Hauptinsel Tahiti entfernt. 

## Geographie
Teana ist die einzige Ortschaft auf der Insel. Die Häuser verteilen sich über die gesamte Insel. Der Rest des Dorfes ist durch eine Brücke mit der Nachbarinsel verbunden. 
Der Ort hat eine Größe von ca. 6 km², ca. 5 km² liegen an der Binnen-Lagune. Der Name bildet sich aus dem Wort für Grotte te ana.
Nach einer Volkszählung im August 2012 lebten 145 Menschen im Ort (24/km²), 2007 wurden 121 Einwohner gezählt.